# Defileul Mureșului
Defileul Mureșului  este o arie protejată (arie specială de conservare — SAC, sit de importanță comunitară — SCI) din România, desemnată în scopul protejării biodiversității și menținerii într-o stare de conservare favorabilă a florei spontane și faunei sălbatice, precum și a habitatelor naturale de interes comunitar aflate în arealul zonei de protecție. Aceasta se întinde în vestul țării, pe teritoriile județelor Arad, Hunedoara și Timiș.

## Localizare
Aria naturală se întinde în extremitatea sud-estică a județului Arad (pe teritoriile administrative ale comunelor Bata, Bârzava, Birchiș, Petriș, Săvârșin, Ususău și Vărădia de Mureș și pe cel al orașului Lipova), în cea nord-estică a județului Timiș (comunele Margina și Ohaba Lungă) și în cea vestică a județului Hunedoara, pe teritoriile comunelor Burjuc, Dobra, Gurasada și Zam. Situl este străbătut de drumul național DN7, care leagă municipiul Pitești de Arad.

## Înființare
Instituirea regimului de arie naturală protejată  pentru situl de importanță comunitară „Defileul Mureșului” s-a făcut prin Ordinul Ministerului Mediului și Dezvoltării Durabile Nr.1964 din 13 decembrie 2007 (privind instituirea regimului de arie naturală protejată a siturilor de importanță comunitară, ca parte integrantă a rețelei ecologice europene Natura 2000 în România). Situl a fost protejat și ca arie specială de conservare în mai 2022. Aria protejată se întinde pe o suprafață de 34.202,8 hectare și include rezervația naturală Pădurea Pojoga.
Zona reprezintă o arie naturală (păduri de foioase, păduri în tranziție, râuri, lacuri, mlaștini, turbării, pajiști, pășuni, terenuri arabile, culturi, vii și livezi) încadrată în bioregiunea geografică continentală a câmpiilor Banatului și Crișurilor (subdiviziuni geomorfologice ale Câmpiei de Vest) și sud-vestului Munților Apuseni. Rețeaua hidrografică principală a sitului aparține bazinului hidrografic al râului Mureș.

## Biodiversitate
Situl conservă patru habitate naturale de interes comunitar (Păduri ilirice de stejar cu carpen, Păduri balcano-panonice de cer și gorun, Păduri ripariene mixte cu Quercus robur, Ulmus laevis, Fraxinus excelsior sau Fraxinus angustifolia, din lungul marilor râuri și Pajiști xerice pe substrat calcaros) și protejează o gamă floristică și faunistică diversă, exprimată atât la nivel de specii cât și la nivel de ecosisteme terestre sau acvatice.
La baza desemnării sitului se află mai multe specii de mamifere, insecte (Euphydryas maturna), pești, reptile și amfibieni (enumerate în anexa I-a a Directivei Consiliului European 92/43/CE din 21 mai 1992 - privind conservarea habitatelor naturale și a speciilor de faună și floră sălbatică sau aflate pe lista roșie a IUCN); precum și câteva specii floristice.
Mamifere cu specii de: urs brun (Ursus arctos, lup (Canis lupus), cerb (Cervus elaphus), căprioară (Capreolus capreolus), râs eurasiatic (Lynx lynx), castor european (Castor fiber), vidră de râu (Lutra lutra), popândău european (Spermophilus citellus), liliacul mediteranean (Rhinolophus euryale), liliac mare cu potcoavă (Rhinolophus ferrumequinum ferrumequinum), liliac mic cu potcoavă (Rhinolophus hipposideros hipposideros), liliacul comun (Myotis myotis), liliacul cu aripi lungi (Miniopterus schreibersi);
Reptile și amfibieni:  șarpele orb (Anguis fragilis), șarpele de alun (Coronella austriaca), șarpele de apă (Natrix tessellata), șarpele lui Esculap (Elaphe longissima longissima), vipera cu corn bănățeană (Vipera ammodytes ammodytes), șopârla de câmp (Lacerta agilis), gușterul (Lacerta viridis), șopârla de ziduri (Podarcis muralis), ivorașul-cu-burta-galbenă (Bombina variegata), broască râioasă verde (Bufo viridis), broasca-roșie-de-munte (Rana temporaria), broasca-roșie-de-munte (Rana temporaria), brotac verde de copac (Hyla arborea), broască râioasă (Bufo bufo), buhaiul de baltă cu burtă roșie (Bombina bombina), broasca de pământ (Pelobates fuscus), tritonul comun transilvănean (Triturus vulgaris ampelensis), tritonul cu creastă (Triturus cristatus), tritonul de munte (Triturus alpestris), sălămâzdră de uscat (Salamandra salamandra salamandra), broasca-țestoasă europeană de baltă (Emys orbicularis);
Pești: mreană vânătă ( Barbus meridionalis petenyi), dunăriță (Sabanejewia aurata bulgarica), porcușor de nisip (Gobio kessleri kessleri), boarță (Rhodeus sericeus amarus), avat (Aspius aspius), fusar (Zingel streber), sabiță (Pelecus cultratus), zvârlugă (Cobitis taenia), țipar (Misgurnus fossilis).
Printre elementele vegetale semnalate în arealul sitului se află mai multe rarități floristice (arbori, arbusti, ierburi și flori), dintre care unele protejate la nivel european prin aceeași Directivă CE 92/43 din 21 mai 1992; astfel: gorun (Quercus petraea), fag (Fagus sylvatica), carpen (Carpinus betulus), cer (Quercus ceris), mojdrean (Fraxinus ornus), cireș sălbatic (Cerasus avium), sorb (Sorbus torminalis), un arbust cunoscut sub denumirea populară de „ghimpe” (Ruscus aculeatus) și trifoiașul de baltă (Marsilea quadrifolia), o plantă acvatică plutitoare.

## Vulnerabilitate
Turismul necontrolat, poluarea industrială și menajeră a apei râului Mureș, braconajul, pășunatul excesiv, exploatările forestiere ilegale ce duc la suprimarea unor habitate, arderea vegetației, distrugerea unor exemplare din flora spontană, capturarea ilegală a unor specii din fauna sălbatică a sitului, balastierele, practicarea unor sporturi extreme (mașini de teren, ATV-uri, motociclete, bărci cu motor ce produc poluare fonică) și urbanizarea zonei.

## Căi de acces
- Drumul național DN7 pe ruta: Deva - Mintia - Vețel - Brâznic - Gurasada.

## Monumente și atracții turistice
În vecinătatea sitului și în arealul acestuia se află numeroase obiective de interes istoric, cultural și turistic (lăcașuri de cult, castele, cetăți, muzee, situri arheologice, arii naturale protejate); astfel:

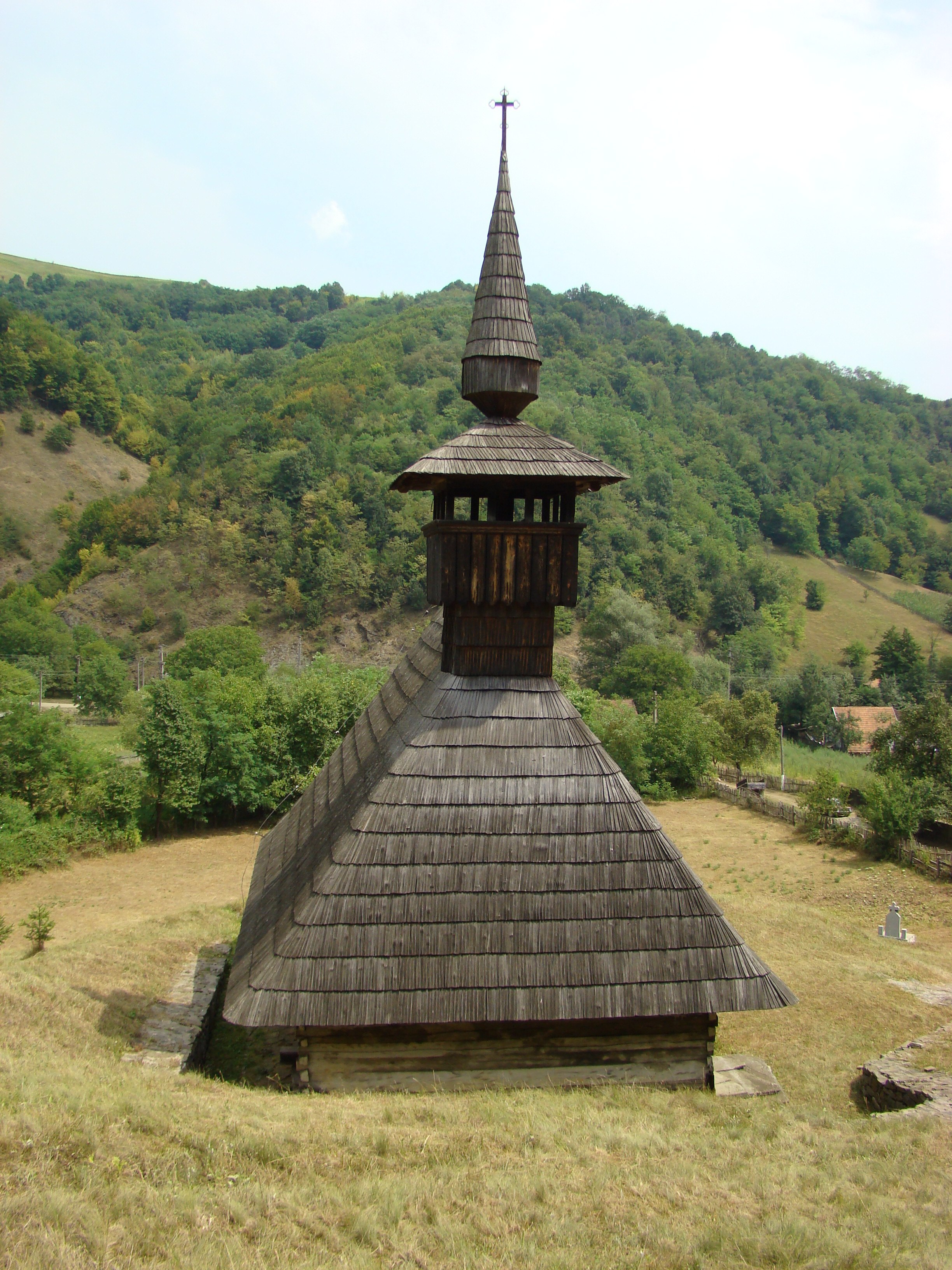
Biserica de lemn „Sfinții Trei Ierarhi” din Troaș

- Biserica de lemn „Întâmpinarea Domnului” din Groșii Noi, construcție 1807, monument istoric.
- Biserica de lemn „Nașterea Maicii Domnului” din Corbești, construcție 1800, monument istoric.
- Biserica de lemn „Sfinții Trei Ierarhi” din Troaș, construcție 1728, monument istoric.
- Biserica de lemn „Adormirea Maicii Domnului” din Zăbalț, construcție 1849.
- Biserica de lemn „Intrarea Maicii Domnului în Biserică” din Julița, construcție 1787, monument istoric.
- Biserica de lemn "Cuvioasa Paraschiva" din satul Margina, Timiș construită în anul 1737.
- Biserica de lemn „Sf. Nichita Romanul” din Nemeșești, construcție 1798, monument istoric.
- Biserica de lemn  „Adormirea Maicii Domnului” din Brădățel, construcție secolul al XVII-lea, monument istoric.
- Biserica de lemn  „Sf.Apostoli” din Glodghilești, construcție secolul al XVIII-lea.
- Biserica de lemn „Sf. Arhangheli Mihail și Gavriil” din Tătărăști, construcție secolul al XVII-lea, monument istoric.
- Biserica de lemn „Pogorârea Sfântului Duh” din Tisa, Hunedoara, construcție secolul al XVIII-lea, monument istoric.
- Biserica de lemn „Pogorârea Duhului Sfânt” din Abucea, construcție secolul al XVIII-lea, monument istoric.
- Biserica de lemn „Sf.Cuvioasă Paraschiva” din Rădulești, construcție 1733, monument istoric.
- Biserica de lemn „Sf. Ioan Gură de Aur” din Stâncești, construcție 1752, monument istoric.
- Biserica de lemn „Nașterea Sfântului Ioan Botezătorul” din Zam, construcție secolul al XVIII-lea, monument istoric.
- Biserica de lemn „Sfinții Arhangheli Mihail și Gavril” din Almaș-Săliște, construcție secolul al XVIII-lea, monument istoric.
- Biserica de lemn „Sfinții Arhangheli Mihail și Gavril” din Almășel, construcție 1927, monument istoric.
- Atracțiile turistice din orașul Lipova (Mănăstirea Maria Radna, bisericile, bazarul turcesc, Cetatea Șoimuș, muzeul orășenesc).
- Castelul regal de la Săvârșin (deținut de familia regală română), construcție secolul al XVIII-lea.
- Castelul Mocioni de la Bulci, construcție secolul al XIX-lea.
- Castelul "Mocioni-Teleki" din Căpâlnaș, construcție secolul al XIX-lea.
- Castrul roman de la Bulci.
- Muzeul de etnografie, artă decorativă și grafică din Săvârșin.
- Muzeul etnografic din satul Temeșești.
- Cetatea medievală din satul Vărădia de Mureș - sit arheologic.
- Ariile protejate: Locul fosilifer Zăbalț, Locul fosilifer Monoroștia, Peștera lui Duțu, Peștera Sinesie, Runcu-Groși,